# Daniil Aleksandrovič
Daniil Aleksandrovič (rusko Даниил Александрович; 1261–5. marec 1303), tudi Daniil  Moskovski, je bil najmlajši sin Aleksandra Nevskega in prednik vseh moskovskih knezov. Njegovi potomci so znani kot Daniiloviči.

## Zgodnje življenje
Daniil je bil rojen pozno leta 1261 v Vladimiru na Kljazmi, prestolnici Vladimiro-Suzdalske kneževine. Bil je četrti in najmlajši otrok Aleksandra Nevskega in njegove druge žene, kneginje Vasse. Poimenovan je bil po Danijelu Stilitu.
Njegov oče Aleksander je umrl 14. novembra 1263, ko je bil Daniil star dve leti. Od dediščin njegovega očeta je prejel najmanj vredno, Moskvo in je vladal pod regentstvom njegovega strica po očetovi strani, kneza Jaroslava Tverskega. Jaroslav je umrl leta 1271, vendar Daniil ni samostojno vladal do leta 1282.

## Vladavina
Daniilu pripisujejo ustanovitev prvih moskovskih samostanov, Samostana razodetja in Danilovega samostana (samostana sv. Danijela), ki leži na desnem bregu Moskve 8 km od Moskovskega kremlja, kot prve samostanske lesene cerkve ne pozneje kot leta 1282. Zgradil je tudi prvo kamnito cerkev v moskovskem kremlju v 80. letih 13. stoletja, posvečeno Dimitriju Solunskemu.

### Boj za Vladimir
Daniil se je udeležil bojev svojih bratov — Dmitrija Aleksandroviča (Pereslavelj-Zalesski) in Andreja Aleksandroviča — za pravico vladati Vladimiro-Suzdaski kneževini in Nižnem Novgorodu.
Mongolska vojskovodja Nogaj Khan in Tohta sta v poznih 80. letih 13. stoletja pridobila na moči in leta 1291 sta skupaj osvojila mesto Saraj, glavno mesto Zlate horde. Leta 1293 sta se Nogaj in Tohta zapletla v vojno in sta pozivala vse ruske kneze (ki so bili tudi sami v vojni za naziv velikega kneza Vladimira) naj se pridružijo njihovi strani. Kneza Andrej Gorodocki in Kostromski ter Teodor Črni (Fjodor) Jaroslavski in knezi Rostova so odpotovali v Saraj, da bi se poklonili Tohti in prejeli potrdilo »jarlika« (patenta). Knez Dmitrij Pereslavlski (ki je na začetku 80. let 13. stoletja izrinil Andreja iz Vladimirja in Nižnega Novgoroda s podporo vojske Nogaja in postal njegov vazal) in njegovi podporniki knez Mihail Tverski in Daniil Moskovski so zavrnili potovanje v Saraj in priznanje Tohte. Tohta in njegovi ruski zavezniki Andrej in Teodor so v odgovor izvedli kazensko odpravo proti ruskim zaveznikom Nogaja in napadli mesta Vladimir, Moskvo in Tver ter opustošili podeželje. Dmitrij je znova pobegnil, vendar je bil spor za prestol Vladimirja odločen v korist Andreja šele po Dmitrijevi smrti leta 1294.

### Boj za Pereslavl-Zalesskij
Po Dmitrijevi smrti leta 1294 je Daniil sklenil zavezništvo z Mihaelom Tverskim in Ivanom Pereslavl-Zalesskim (Dmitrijevim sinom) proti Andreju Gorodockemu Novgorodskemu, ki je bil zaveznik novega Khana Tohte. Glavni spor v naslednjih letih je bil glede vprašanja, če je imel Andrej pravico vladati nad Pereslavl-Zalesskim kot veliki knez Vladimira, ali pa je bila dediščina, ki jo je po svojem očetu Dmitriju nasledil sin Ivan Dmitrijevič. V skupščini leta 1296 (ali kongresu 1297) so se ruski knezi in predstavnik Tohte Nevruj (ali Ivruj) in škof Saraja posvetovali o tej zadevi. Zmagal je Ivan Dmitrijevič s podporo Mihaela Tverskega in Daniila Moskovskega proti Teodoru (Fjodorju) Jaroslavlskemu in Konstantinu Rjazanskemu. Pozneje, leta 1296, in ponovno 1298 je Andrej neuspešno poskušal zavzeti Pereslavl-Zalesski s silo, vendar je bil obakrat odbit s podporo Tverčanov in Moskovčanov. To je bilo zadnjič, da sta se Moskva in Tver znašla na isti strani v sporu. V 14. stoletju je med moskovskimi Daniiloviči in tverskimi Jaroslaviči prevladoval ognjevita boj za nadzor nad Vladimirsko-Suzdalsko kneževino.
Rjazanski knez Konstantin je poslušal zavzeti moskovsko ozemlje s pomočjo mongolskih sil, vendar ga je knez Daniil premagal pri Pereslavlu.

### Pozna leta
Lea 1301 se je odpravil v Rjazan z vojsko in z zvijačo naj bi po kroniki priprl vladarja Rjazanske kneževine ter ubil več Tatarov. Da bi ga izpustil, je zapornik Daniilu prepustil trdnjavo Kolomna. To je bila pomembna pridobitev, saj je Daniiil zdaj nadzoroval celotno dolžino Moskve.
Leta 1302 je Ivan Pereslavlski, njegov nečak in zaveznik brez potomcev zapustil Daniilu vsa svoja posestva, vključno z Pereslavelj-Zalesskim.
Po njem je bila poimenovana jedrska podmornica Daniil Moskovski.

## Vira
- Halperin, Charles J. (1987). Russia and the Golden Horde: The Mongol Impact on Medieval Russian History. str. 222. ISBN 9781850430575. (e-book).
- Martin, Janet (2007). Medieval Russia: 980–1584. Second Edition. E-book. Cambridge: Cambridge University Press. ISBN 978-0-511-36800-4.

| Daniil Aleksandrovič RurikidiRojen: 1261 Umrl: 5. marec 1303 |                                 |                            |
| Vladarski nazivi                                             |                                 |                            |
| Predhodnik: Boris Mihajlovič                                 | Veliki moskovski knez 1282–1303 | Naslednik: Jurij Danilovič |